# Maria Beneyto i Cuñat
Maria Beneyto Cuñat (València, 14 de maig de 1920 o 1925 – València, 15 de març de 2011) fou una poeta i novel·lista valenciana. D'entre la seua obra destaca el llibre de poemes Ratlles a l'aire (1956) i la novel·la La dona forta (1967). Les seves darreres publicacions van ser Després de soterrada la tendresa (1993) i Elegies de pedra trencadissa (1997).

## Biografia
A l'edat de tres anys, marxa amb la seua família a Madrid, ciutat on romandrà fins a l'any 1937. Després d'haver rebut una educació en castellà, en els primers anys de la postguerra espanyola es troba en un context en què, per primera vegada, el valencià ocupa un lloc preeminent. Serà en aquests anys quan es fonamenta la seua dedicació a l'escriptura, especialment basada en una formació autodidàctica, com serà el cas d'un gran nombre d'escriptors de la seua generació; a més a més, comença a relacionar-se amb els grups literaris de la ciutat de València. Aquesta formació, a cavall de dues cultures, entre el castellà aprés a Madrid i el valencià natal, explica el bilingüisme literari de Maria Beneyto. El dia 15 de març del 2011 va morir a causa d'una llarga malaltia.
En 2025 va ser nomenada Escriptora de l'any 2025 per l'Acadèmia Valenciana de la Llengua

## Obra
La seua obra inicial fou en castellà: Canción olvidada (1947) i Eva en el tiempo (1952). Durant els anys cinquanta, publica els seus dos primers poemaris en valencià: Altra veu (1952) i Ratlles a l'aire (1956). El 1958 realitza la seua primera obra en prosa; es tracta de la novel·la en castellà La promesa. No torna a publicar en valencià fins a mitjans dels anys 1960; d'aquesta època són les novel·les La gent que viu al món (1966) i La dona forta (1967). El 1977 publica el poemari Vidre ferit de sang (guardonat amb el premi Ausiàs March de Poesia, 1976), i a continuació inicia un llarg període de silenci. Aquesta tendència varia a partir dels anys 1990. El 1993 publica la seua Antologia poètica i els poemaris Després de soterrada la tendresa i Poemes de les quatre estacions, a més de tres poemaris en castellà Archipiélago (poesia inédita, 1975-1993), Nocturnidad y alevosía i Hojas para algún día de noviembre, i una Antología poética. El 1994 apareix un nou poemari: Para desconocer la primavera. L'any 1997 torna a ser un any prolífic quant a publicacions. Veuen la llum una reedició de la novel·la La gent que viu al món, l'antologia Poesia (1952-1993) i un nou poemari: Elegies de la pedra trencadissa. I encara el 2003 publica el seu darrer poemari: Bressoleig a l'insomni de la ira. Al llarg de la seua carrera literària, ha estat antologada en diversos reculls de poesia, com ara Les veus de la medusa (1991), Paisatge emergent. Trenta poetes catalanes del segle XX (1999), Contemporànies. Antologia de poetes dels Països Catalans (1999) o Homenatge a la paraula. Vint-i-cinc anys de poesia al País Valencià (1999), entre d'altres. Aquesta trajectòria la situa com una de les principals figures -junt amb Vicent Andrés Estellés, Carmelina Sánchez-Cutillas o Joan Fuster- de l'anomenada generació poètica valenciana dels cinquanta.